# 北京LGBTセンター
北京LGBTセンター（中国語: 北京同志中心、または北同文化）は、かつて存在した中国の非営利団体。中国におけるLGBTの人々の生活環境の改善を目的としていた。2008年2月に北京で設立され、2023年5月に活動を終了するまでLGBTに関するイベントの主催やカウンセリングの提供、調査研究などを行ってきた。北京同志センターとも訳される。

## 名称
北京LGBTセンターの正式名称は北京同志中心である。同志とは中国語で同性愛者を指す。これは1989年の第1回香港レズビアン&ゲイ映画祭において劇作家である林奕華が同性愛を「同志」と名付けたことに始まる。日本語では北京同志センターとも訳される。

## 歴史
北京LGBTセンターは、エイズ予防に取り組んでいた北京愛知行健康教育研究所と、ゲイ・コミュニティに向けたオンラインプラットフォームである愛白文化教育中心、女性の性的少数者に向けた文化とエンパワーメントを目的とした雑誌であるLes+、ゲイ雑誌である楽点、そしてレズビアン団体である同語の4団体と協力して2008年2月に設立された。
センターの設立当初は愛知行からの影響でエイズ予防や検査を主に行っていたが、2010年代に入ると活動内容を変化させていった。2016年には国連開発計画と北京大学と共同して中国のLGBTの人々の法的環境や教育、雇用、家庭などに関する経験についての調査を行った。2017年には北京大学と共同してトランスジェンダーの人々についての調査を行った。
2023年5月15日、北京LGBTセンターはWeiboにおいて「抵抗できない強制力」によって同日付で活動を終了すると発表した。この背景には性的少数者の権利保護活動を警戒する習近平政権による圧力の強化があると考えられている。

## 組織
北京LGBTセンターでは2008年から2012年まで中国人のゲイ男性である駱勐が、2012年から2014年までアメリカ人のゲイ男性であるStephanが執行主任を務め、2014年からはフェミニストでパンセクシュアルの女性である辛穎が執行主任を務めた。常勤のスタッフは2014年頃までは3名未満だったが、それ以降は9名程度となった。ボランティアの登録スタッフは150名ほどいた（2018年）。
センターの本部は北京北部にあり、北京二環路の1本隣の道路に位置しているビルに入居していた。外国の大使館が位置している地域に近く、北京の官庁街やビジネス街の北側だった。

## 活動
北京LGBTセンターはその目的を性的少数者のコミュニティの生活環境の改善や、イベントを主宰するコミュニティにとっての安全な空間となることとしていた。北京LGBTセンターはイベントの主催やカウンセリングの提供、また、大学と共同して調査を行っていた。
2018年の時点では、北京LGBTセンターの活動としては、①心理カウンセリング、②脱病理化唱道プロジェクト、③調査報告の作成の三種が挙げられている。このうち②は、LGBTを病的なものとする偏見を解消するため、北京師範大学・中南大学・イェール大学と連携し、大学の教員やカウンセリングセンターの管理者を対象に、心理学の教育にLGBTの内容を織り込むように無料で指導を行うものである。③の調査報告の例としては、「中国における同性愛者のメンタルヘルスに関する調査報告」「中国におけるセクシャルマイノリティの現状調査報告」「中国におけるトランスジェンダーの現状調査報告」がある。
北京LGBTセンターのWeiboのアカウントは2020年時点で20,000人以上のフォロワーを持ち、イベントや運動の告知のほか、世界からのLGBTに関するニュースの翻訳やまとめが投稿されていた。